# Prueba de Lea

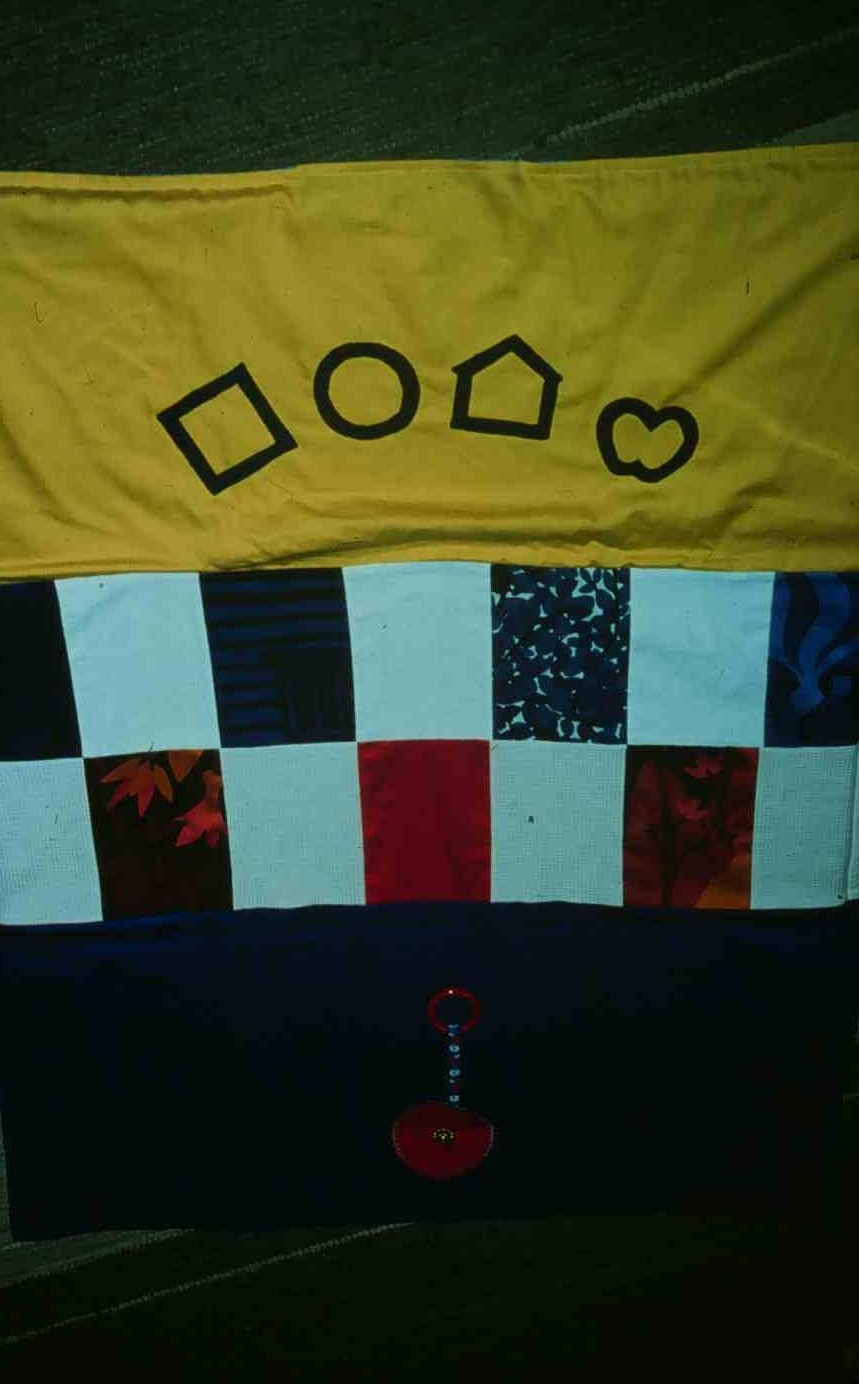
Símbolos de la prueba LEA.

El test de Lea es una prueba para medir la agudeza visual.
Se usa generalmente con niños que aún no saben las letras y por tanto no se les puede aplicar el test de Snellen, ni el test de Landolt.
Los símbolos a identificar son figuras geométricas con forma de manzana, casa, círculo y un cuadrado.
El sistema fue desarrollado por la oftalmóloga finlandesa Lea Hyvärinen, en 1976.